# Osterdorf (Oberstaufen)
Osterdorf (mundartlich: Oaschtərdoarf, Oschtrdoərv) ist ein Gemeindeteil der Marktgemeinde Oberstaufen im Landkreis Oberallgäu und ein Ortsteil von Thalkirchdorf.

## Geographie
Das Dorf liegt circa sechs Kilometer östlich des Hauptorts Oberstaufen im Konstanzer Tal gelegen. Nördlich der Ortschaft verläuft die Bahnstrecke Buchloe–Lindau sowie südlich die Queralpenstraße B 308 und die Konstanzer Ach. Südlich befindet sich das Himmelseck sowie das Geotop Steigbach-Schichten am Osterdorfer Wasserfall.

## Ortsname
Der Ortsname bedeutet im Osten (von Thalkirchdorf) gelegenes Dorf. Vermuten lässt sich auch eine staatsfränkische Siedlung.

## Geschichte

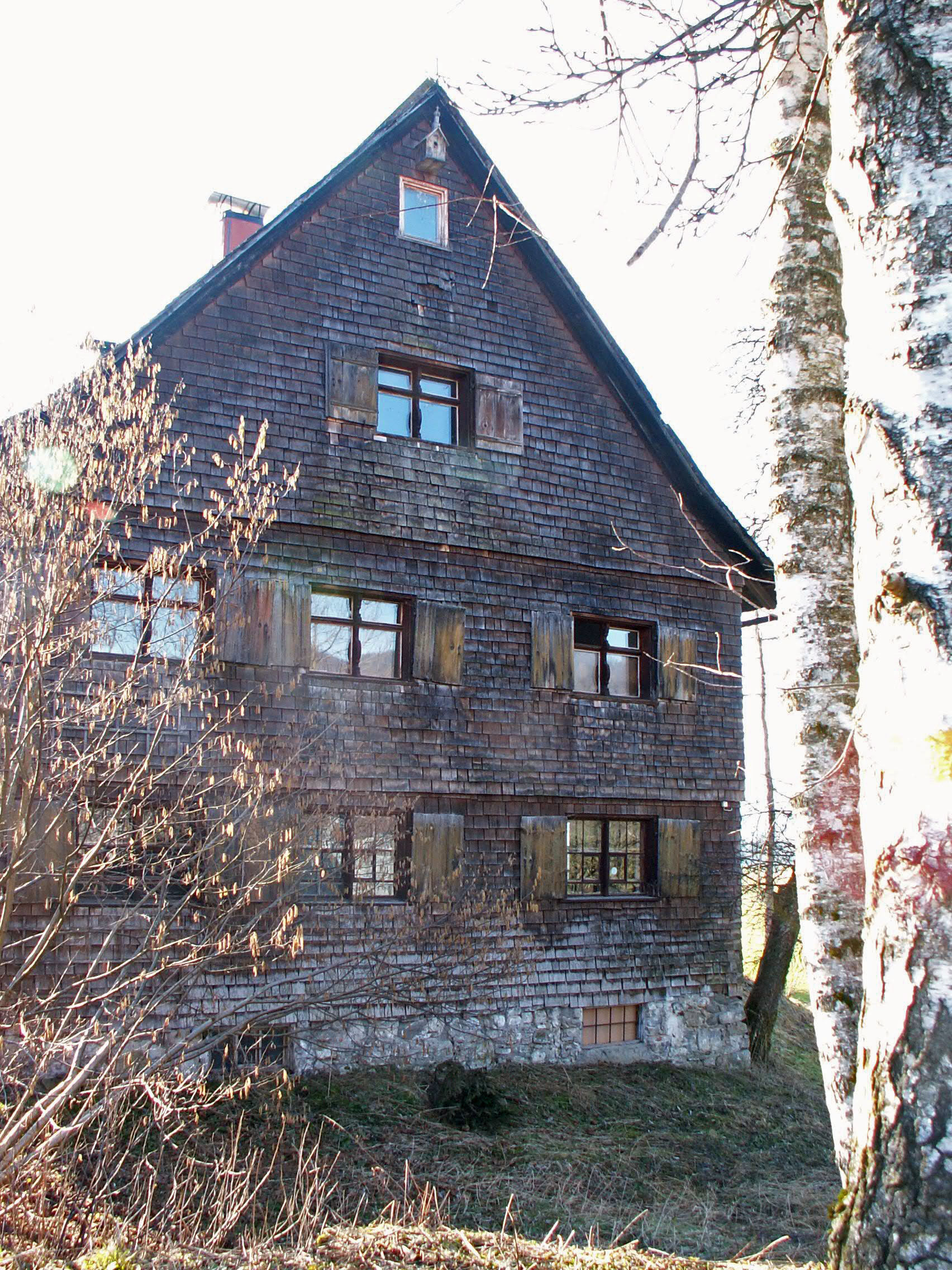
Baudenkmal in Osterdorf

Osterdorf wurde erstmals urkundlich im Jahr 1421 als zum Osterdorf erwähnt. 1808 wurde im Ort 15 Wohnhäuser gezählt sowie elf Güter mit Weiderecht auf der Alpe Egg. Zu dieser Zeit waren alle Güter in Osterdorf nach Eglofs lehnenbar. Osterdorf gehörte bis zur bayerischen Gebietsreform 1972 der Gemeinde Thalkirchdorf an.

## Baudenkmäler
- Der Ort Osterdorf steht unter Ensembleschutz
- Siehe: Liste der Baudenkmäler in Osterdorf